# なんば紅鶴
なんば紅鶴（なんばべにつる）は、大阪府大阪市中央区千日前の味園ビル内にある民営のイベントスペース。なお、本項目では同じフロアにある系列店のなんば白鯨（なんばはくげい）についても記述する。

## 概要
2011年5月、オーナーが味園ビル2階でかつて社交クラブだった場所に設立したイベントスペースの2号店。1号店のなんば白鯨と差別化する為に、サブカルチャーのトークライブをメインにして営業している。席数は最大70席、通常セッティング時で40席、スタンディング時で最大120名収容。

## なんば白鯨
2009年、かつて松竹芸能の芸人（同期は松原タニシ）だったオーナーが設立したお笑いがメインのイベントスペース。収容人数はスタンディング時で最大60名、通常セッティング時で10名 - 40名、イベントを開催していない時間帯はバーとして営業している。

## アクセス
- Osaka Metro 日本橋駅、近鉄 日本橋駅 から120メートル
- 南海 難波駅 から南海通りを東へ180メートル
- Osaka Metro なんば駅、近鉄・阪神 大阪難波駅、関西本線 JR難波駅 から徒歩5分
- 味園ビル駐車場（有料）あり